# Karan Ashley
Karan Ashley (Odesa, Texas, 28 de septiembre de 1975) es una actriz estadounidense.
Nacida como Karan Ashley Jackson. Ella se graduó en la escuela secundaria David W. Carter en Dallas, Texas.
Su primer papel en la actuación fue como Aisha Campbell, la segunda Yellow Ranger en Mighty Morphin Power Rangers, reemplazando a Trini (Thuy Trang). Permaneciendo por dos años, Ashley dejó el show en 1996, cuando fue reemplazada por Nakia Burrise (Tanya) en Power Rangers Zeo. Su última aparición como personaje regular en Power Rangers fue durante el fin de la tercera temporada de la serie. Ashley ha dicho que su decisión de dejar la serie fue a causa de las exigentes horas. Ella también revela que le dieron un existente arco narrativo, al igual que a Amy Jo Johnson, pero en vez de eso, siguiendo el instante en que su personaje fue convertido en una niña por algún tiempo en la tercera temporada, ella descubriría que no fue considerada para volver al set, como la recuperación de su personaje no la requeriría para aparecer en pantalla.
En 2023, Ashley participó en el especial para Netflix Power Rangers: Ayer, hoy y siempre, interpretando nuevamente a Aisha Campbell, esta vez como miembro de la SPA, junto a Adam Park, el segundo Black Ranger, durante la conmemoración de los 30 años de la franquicia.
Desde entonces, Ashley ha hecho apariciones como invitada en shows de TV como Hangin' with Mr. Cooper, Kenan & Kel, y The Parkers, solo por nombrar algunas, y actuó en películas menores como Taylor's Wall. Su gran debut como editora y productora ejecutiva fue en la película independiente Devon's Ghost, junto con su compañero en Power Rangers Johnny Yong Bosch y el productor ejecutivo  Koichi Sakamoto para Gag Order Films, Inc. Mientras ella también coescribió Devon's Ghost, su primera escritura de primera necesidad vino con la película Unto Thee en 1997. Ella coescribió la película con Gia y Tim Grace, y también participó en la película.